# Ophellas
Ophellas ou Ophélas, mort en 308 av. J.-C., est gouverneur de Cyrène.

## Famille
Il est le fils de Silenos (Sileinos), un notable macédonien. Il épouse vers -320/15, Euridice, issue d'une vieille famille aristocratique athénienne et fille de Miltiades, oikiste d'Athènes en -325/4. Ils ont au moins un fils, Miltiade, né vers -315, notable athénien au IIIe siècle av. J.-C. Ses descendants feront partie de l'aristocratie athénienne des siècles suivants. Après son décès en -308, sa veuve se remarie avec le roi de Macédoine, Démetrios.

## Biographie
Il est l’un des triérarques d’Alexandre le Grand en 326 av. J.-C. Chargé en 321 par Ptolémée Ier de réprimer la révolte de Cyrène, il s’y installe ensuite en souverain plus ou moins indépendant. Quand il apprend le débarquement des troupes d’Agathocle en Afrique, il décide de s’allier avec ce dernier par l’intermédiaire d’ambassadeurs. Le pacte conclu détermine que l’Afrique lui reviendrait, et que Syracuse s’emparerait de la Sicile punique. Il lève une grande armée et traverse péniblement le désert de Libye durant deux mois, pour rejoindre finalement le camp des forces siciliennes. Là, il est accueilli par Agathocle qui le comble de compliments. Ophellas adopte même Héraclide, le fils du tyran. Cependant, n’étant plus sur ses gardes et alors qu'une grande partie de ses troupes est au ravitaillement, il est vaincu et tué dans une escarmouche par Agathocle en 309, celui-ci désirant demeurer seul aux commandes. Il n'est pas impossible qu'Ophellas ait machiné un plan similaire et que le tyran syracusain ait réagi en premier. Son armée, intéressée par le butin potentiel et n’ayant plus de chef, se rallie aux Syracusains. Cyrène est peu après réoccupée par les troupes de Ptolémée sous les ordres de son gendre Magas.
Il semble qu’à la basse époque, une confusion se soit produite entre Ophellas, gouverneur de Cyrène, et le navigateur, auteur d'un Périple d’Ophélas. Le géographe grec Strabon mentionne en effet ce Périple d'Ophélas dans sa Géographie et affirme que tout ce qui a été écrit sur la Libye depuis ce périple n'a été qu'un tissu de mensonges qu'il tente de corriger dans son propre livre. L’hypothèse de la confusion est fondée chronologiquement et paraît plus vraisemblable que l'identification des deux personnages.